# Carpediemonas membranifera
Carpediemonas membranifera ist eine freilebende, meeresbewohnende Protistenart, die zur Gruppe der Carpediemonas-like organisms der Fornicata gehört. Sie ist die einzige Vertreterin ihrer Gattung.

## Merkmale
Carpediemonas sind 3 bis 14 Mikrometer lang. Sie weisen zwei Geißeln auf, deren hintere deutlich länger ist und durch eine breite seitliche Rinne verläuft, in der sie Nahrung heranwirbelt und die im Querschnitt sternförmig dreigeflügelt ist. Es sind drei Zentriolen vorhanden. Es ist ein Diktyosom vorhanden. Der Golgi-Apparat weist keine besonderen Merkmale auf.
Bei Carpediemonas fehlen Mitochondrien. Eines der Organellen hat allerdings keine bekannte Funktion: Es ist von zwei Membranen umschlossen und Cristae fehlen deutlich, möglicherweise handelt es sich dabei um eine zum Mitochondrium homologe Struktur, ähnlich einem Hydrogenosom.

## Lebensweise
Carpediemonas leben frei schwimmend in sauerstoffarmen, marinen Habitaten subtropischer bis tropischer Gewässer. Bisher wurden sie vor Australien, Brasilien und Korea gefunden. Sie finden sich häufig mit Kipferlia bialata vergesellschaftet.

## Systematik
Die Gattung wurde 1996 erstbeschrieben und direkt innerhalb der Fornicata als das einzige Schwestertaxon der Eopharyngia platziert. Es wurden zwei Arten beschrieben, deren eine jedoch, Carpediemonas bialata, wurde inzwischen in eine eigene Gattung als Kipferlia bialata gestellt.